# Elijah Ngurare
Tjitunga Elijah Ngurare, né le 28 octobre 1970 est un homme politique et universitaire namibien, actuel Premier ministre. 
Membre et partisan de longue date de la SWAPO, le parti au pouvoir en Namibie, il gravit les échelons de la Ligue de la jeunesse de la SWAPO (en) (SPYL), occupant d'abord le poste de secrétaire à l'information, à la publicité et à la mobilisation à partir de 2002, avant de devenir secrétaire général en 2007. Il occupe ce poste jusqu'en 2015, date à laquelle il est exclut du parti.
Il est auparavant professeur à l'université de Namibie, puis directeur au ministère de l'Agriculture (en). Le 22 mars 2025, la présidente Netumbo Nandi-Ndaitwah le nomme Premier ministre de Namibie.